# The Arts Desk
The Arts Desk (theartsdesk.com) ist eine britische Website für Kunstjournalismus mit Rezensionen, Interviews, Nachrichten und anderen Inhalten zu Musik, Theater, Fernsehen, Filmen und anderen Kunstformen.

## Geschichte
Die Website wurde im September 2009 als Aktionärskollektiv gegründet und hatte im Gründungsjahr täglich etwa 2000 Besucher. Die Mitarbeiter sind professionelle Kritiker und erfahrene Journalisten, die auch für Publikationen wie The Times, The Guardian und The Daily Telegraph tätig sind. Von 2010 bis 2013 war John Tusa Ehrenvorsitzender.

## Rezeption
The Arts Desk wurde kurz nach ihrer Einführung von The Telegraph als eine der besten Kultur-Websites im Internet bezeichnet. 2014 erhielt sie einen Online Media Award in der Kategorie „Best Specialist Site for Journalism“. Das Magazin Prospect beschrieb sie als „Großbritanniens erste professionelle Website für Kunstkritiker“.